# Fred Persson
Fred Persson, född 22 augusti 1973, är en svensk tidigare fotbollsspelare som främst spelade för Djurgårdens IF. 

## Klubbkarriär
1992 debuterade han i Djurgårdens A-lag.
Under försäsongen 1999 skadade han sig och blev under hösten utlånad till Brommapojkarna. Efter säsongen gick hans kontrakt ut och han skrev på för Värtan. Efter det har han spelat i bland annat Nacka FF, Gustavsbergs IF, Lo Scudetto och Andrea Doria.

## Statistik

### Klubblag[6]
| Klubb          | Säsong         | Liga             | Liga    | Liga | Liga | Cupspel | Cupspel | Europaspel | Europaspel | Totalt  | Totalt |
| Klubb          | Säsong         | Division         | Matcher | Mål  | Ass  | Matcher | Mål     | Matcher    | Mål        | Matcher | Mål    |
| -------------- | -------------- | ---------------- | ------- | ---- | ---- | ------- | ------- | ---------- | ---------- | ------- | ------ |
| Djurgårdens IF | 1992           | Allsvenskan      | 21      | 2    | ?    | ?       | 0       | —          | —          | 21      | 2      |
| Djurgårdens IF | 1993           | Division 1 Norra | 15      | 0    | ?    | ?       | 0       | —          | —          | 15      | 0      |
| Djurgårdens IF | 1994           | Division 1 Norra | 20      | 0    | ?    | ?       | 0       | —          | —          | 20      | 0      |
| Djurgårdens IF | 1995           | Allsvenskan      | 20      | 1    | 3    | ?       | 0       | —          | —          | 20      | 1      |
| Djurgårdens IF | 1996           | Allsvenskan      | 21      | 0    | 3    | ?       | 0       | 2          | 0          | 23      | 0      |
| Djurgårdens IF | 1997           | Division 1 Norra | 21*     | 1    | ?    | ?       | 0       | —          | —          | 21      | 1      |
| Djurgårdens IF | 1998           | Division 1 Norra | 19      | 1    | 1    | ?       | 1       | —          | —          | 19      | 2      |
| Djurgårdens IF | 1999           | Allsvenskan      | 0       | 0    | 0    | 0       | 0       | —          | —          | 0       | 0      |
| Hela karriären | Hela karriären | Hela karriären   | 137     | 5    | 7    | 0       | 1       | 2          | 0          | 139     | 6      |

- = Inkluderar en kvalmatch.

### Landslag[3]
| Landslag       | Säsong         | Liga    | Liga |
| Landslag       | Säsong         | Matcher | Mål  |
| -------------- | -------------- | ------- | ---- |
| Sverige P15    | 1989           | 9       | 0    |
| Sverige P16    | 1990           | 3       | 0    |
| Sverige U17    | 1989           | 2       | 0    |
| Sverige U17    | 1990           | 6       | 0    |
| Sverige U17    | 1991           | 7       | 0    |
| Sverige U21    | 1994           | 1       | 0    |
| Hela karriären | Hela karriären | 28      | 0    |